# Daniele Barbaro
Daniel Barbaro, celým jménem italsky Daniele Matteo Alvise Barbaro (8. února 1513, Benátky – 13. dubna 1570, tamtéž) byl benátský vědec, politik a duchovní ze vznešeného rodu Barbaro.

## Život
Jeho rodiči byli Francesco di Daniele Barbaro a matka Elena Pisaniová. Daniel Barbaro studoval filozofii, matematiku a optiku na Padovské univerzitě a následně nastoupil významnou dráhu duchovního, ve které dosáhl hodnosti kardinála.
V Benátské republice sloužil také jako velvyslanec soudu anglického krále Eduarda VI. v Londýně a jako zástupce v městské radě v Trentu.
Daniel Barbaro je známý zejména díky svému vylepšení camery obscury (temná komora), do které vložil spojnou čočku, která působí tak, že rozbíhavý svazek paprsků přesměruje na sbíhavý. Tento přístroj již vyžadoval přesnější ostření (tedy vyhledat správnou vzdálenost, ve které bude obraz ostrý). Jednalo se tedy o první primitivní objektiv, který však fungoval pouze jako kreslířská pomůcka.

## Dílo

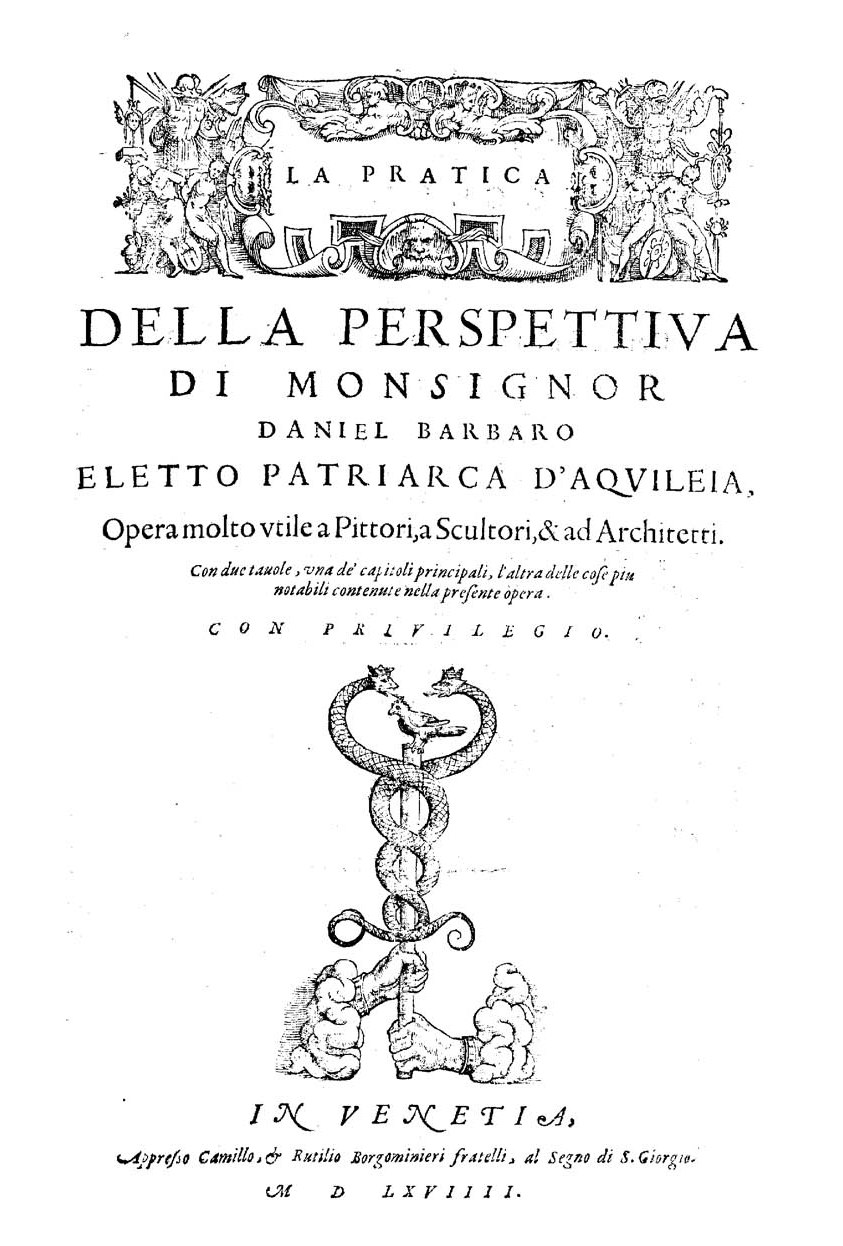
Pratica della perspettiva, 1569

Barbaro mohl být autorem návrhu paláce Palazzo Trevisan v Muranu, a to buď samostatně, nebo ve spolupráci s Palladiem. Stejně jako ve Ville Barbaro se na projektu pravděpodobně podíleli také Paolo Veronese a Alessandro Vittoria. Projekt byl dokončen v roce 1557.
Mezi jeho díla patří:
- (1542) Exquisitae in Porphyrium Commentationes.[3]
- (1542) Predica de' sogni, vydaná pod pseudonymem Reverend padre Hypneo da Schio.[3]
- (1544) Redigoval vydání komentářů k Aristotelově Rétorice, které napsal jeho prastrýc Ermolao Barbaro.[3][4]
- (1545) Redigoval vydání díla Compendium scientiae naturalis od Ermolaa Barbara.
- (1556) Italský překlad s rozšířeným komentářem Vitruviova díla Deset knih o architektuře, publikovaný jako Dieci libri dell'architettura di M. Vitruvio.[5][6] Dílo bylo věnováno kardinálovi Ippolitovi II. d'Este, mecenáši vily d’Este v Tivoli.[2][3]
- (1567) Současně vydal revidované italské vydání a latinskou verzi s názvem M. Vitruvii de architectura. Původní ilustrace Vitruviova díla se nedochovaly, a Barbarovy ilustrace vytvořil Andrea Palladio a vyryl Johann Chrieger. Komentář má význam nejen jako architektonické pojednání, ale i jako příspěvek do oblasti estetiky obecně. Například El Greco vlastnil jeho výtisk. Dřívější překlady pořídili Fra Giovanni Giocondo (1511) a Cesare Cesariano (1521), ale Barbarovo vydání bylo považováno za dosud nejpřesnější. Barbaro jasně vysvětlil některé technické pasáže a zabýval se vztahem mezi přírodou a architekturou, přičemž uznával i přínos Palladiových teoretických i archeologických znalostí.[2][3]
- (1567) Dell'Eloquenza Dialogo.[3]
- (1568) La pratica della perspettiva, kniha o perspektivě určená umělcům a architektům.[2][3] Tato práce popisuje také použití čočky v přístroji camera obscura.
- (nedokončené, nevydané) pojednání o konstrukci slunečních hodin (De Horologiis describendis libellus, Benátky, Biblioteca Marciana, Cod. Lat. VIII, 42, 3097). Toto dílo mělo rovněž pojednávat o dalších přístrojích, včetně astrolábu, planisféry španělského matematika Juana de Rojase, navigačního nástroje zvaného Jakubova hůl, torqueta (astronomického přístroje) a holometru Abela Foullona, geodetického nástroje.